# Organización Internacional del Café
La Organización Internacional del Café (OIC) es la máxima autoridad de la Organización y está compuesto por representantes de cada gobierno miembro. Se reúne en marzo y septiembre para discutir asuntos cafeteros, aprobar documentos estratégicos y considerar las recomendaciones de los órganos y comités asesores.

## Creación
Se creó en 1963 en Londres, bajo los auspicios de las Naciones Unidas (ONU) debido a la gran importancia económica del café. Administra el Acuerdo Internacional del Café (ACI), un instrumento importante para la cooperación al desarrollo.
Fue el resultado del Acuerdo internacional del café firmado en 1962 en la sede de la ONU en la ciudad de Nueva York y renegociado en 1968, 1976, 1983, 1994 y 2007 en la sede de la OIC en Londres.

## Sede
La sede de la OIC se encuentra en 222 Gray's Inn Road en Londres y su actual Director Ejecutivo es el brasileño Mr Robério Oliveira Silva. Después de la retirada de EE. UU. del Acuerdo Internacional del Café en junio de 2018, los gobiernos miembros de la OIC representan el 98% de la producción mundial de café y el 67% del consumo mundial.

## Miembros
A junio de 2018, su membresía está compuesta por 44 miembros productores y 6 miembros importadores.

### Miembros productores
- Angola
- Bolivia
- Brasil
- Burundi
- Camerún
- Colombia
- Costa de Marfil
- Costa Rica
- Cuba
- Ecuador
- El Salvador
- Etiopía
- Filipinas
- Gabón
- Ghana
- Guatemala
- Honduras
- India
- Indonesia
- Kenia
- Liberia
- Madagascar
- Malaui
- México
- Nepal
- Nicaragua
- Panamá
- Papúa Nueva Guinea
- Paraguay
- Perú
- República Centroafricana
- República Democrática del Congo
- Ruanda
- Sierra Leona
- Tailandia
- Tanzania
- Timor Oriental
- Togo
- Uganda
- Venezuela
- Vietnam
- Yemen
- Zambia
- Zimbabue

### Miembros importadores
- Japón
- Noruega
- Rusia
- Suiza
- Túnez
- Unión Europea
- Colombia
- Brasil